# Сабан
Саба́н (ге́ри) — різновид російського плуга, який відрізнявся меншими розмірами своїх частин, кращим їх влаштуванням та кінною тягою.
Різець мав увігнуте лезо, в розрізі нагадував прямокутний трикутник, що не давало з'їжджати з прямої смуги борозни. Полоз сабана складався з двох дерев'яних брусків, які утворювали єдине ціле з руків'ям. Стійка була залізною, гряділь (дишель) біля основи — чотиригранний.
Сабаном можна було підняти землю до 27 см (6 вершків) товщиною. Поряд із сохою використовувався в XVIII–XIX століттях в Оренбурзькій, Симбірській, Саратовській та частково в Казанській і Вятській губерніях. Розрізняли, як різновид, казанський сабан, який мав досконалішу форму відвала та полоза-лапи, вкритої листом заліза.